# Colonne de la Victoire (La Réunion)
Pour les articles homonymes, voir Colonne de la Victoire.
La colonne de la Victoire est une colonne commémorative de l'île de La Réunion, département et région d'outre-mer français dans le sud-ouest de l'océan Indien.

## Situation et accès
Située dans le centre-ville de Saint-Denis, le chef-lieu, ce monument aux morts forme un rond-point marquant l'extrémité méridionale de l'avenue de la Victoire ainsi que l'extrémité septentrionale de la rue de Paris, à un angle de l'hôtel de ville de Saint-Denis. 
La colonne en totalité, y compris son socle, fait l'objet d'une inscription au titre des Monuments historiques depuis le 17 octobre 2007,.